# Football Leaks
Pour les articles homonymes, voir Leak.
Les Football Leaks désignent les scandales financiers et de corruption associés à la divulgation de plus de 18,6 millions de documents liés au fonctionnement des instances du football international, obtenus par Der Spiegel et traités par l'European Investigative Collaborations en collaboration avec plusieurs médias européens. Les fuites concernent des contrats, des transferts, des commissions et de l'évasion fiscale dans le monde du football et des pratiques de collusion. Selon Mediapart, il s'agit de la « plus grande fuite d’informations de l’histoire du sport ».
Rui Pinto, le lanceur d'alerte lié aux fuites, est arrêté à Budapest, en Hongrie, le 16 janvier 2019, à la demande des autorités portugaises pour suspicion d'extorsion qualifiée, de violation du secret et d'accès illégal à des informations,,.

## Contexte
Lancé en 2015 et dirigé par des administrateurs portugais, épaulés par une communauté de bénévoles, le site footballleaks2015.wordpress.com est à l'origine de plusieurs fuites de documents confidentiels, tels que des contrats de footballeurs ou encore les modalités de plusieurs transferts. L'un de ses administrateurs, un dénommé « John », communique au journal allemand Der Spiegel environ 1,9 téraoctet de données (soit environ 18,6 millions de documents) qui seront traitées pendant 7 mois par un groupe de journalistes  européens d'investigation de l'European Investigative Collaborations et divulguées progressivement à partir du 2 décembre 2016,. Le traitement des documents s'opère en plusieurs temps : une première partie en novembre 2016 et une deuxième, communément dénommée Football Leaks 2, en novembre 2018.

## Les différentes thématiques soulevées

### L'évasion fiscale
Jorge Mendes, homme d'affaires portugais et agent sportif très influent dans le monde du football, met en place un système d'évasion fiscale basé sur des sociétés écrans et des comptes offshores, situés notamment en Irlande, aux îles Vierges britanniques, au Panama et en Suisse, à destination de joueurs et d'entraîneurs de football, principalement portugais mais pas seulement.

#### Personnalités concernées
- Cristiano Ronaldo, joueur portugais : 150 millions d'euros dissimulés ;
- José Mourinho, entraîneur portugais : 12 millions d'euros dissimulés ;
- James Rodríguez, joueur colombien : 12 millions d'euros dissimulés ;
- Radamel Falcao, joueur colombien : 6 millions d'euros dissimulés ;
- Ricardo Carvalho, joueur portugais ;
- Pepe, joueur portugais ;
- Fábio Coentrão, joueur portugais[8] ;
- Mesut Özil, joueur allemand : 2 millions d'euros redressés[9] ;
- Paul Pogba, joueur français ;
- Ángel Di María, joueur argentin[10].

#### Conséquences
Le 3 décembre 2016, l'administration fiscale espagnole déclare « réaliser les inspections opportunes » notamment pour Cristiano Ronaldo, qui aurait dissimulé 150 millions d'euros en Suisse, aux îles Vierges britanniques ou encore, dans une moindre mesure, au Luxembourg et cela depuis 2008,. En 2018, il acceptera de payer 18,8 millions d'euros au fisc espagnol. En janvier 2019, après un accord avec le fisc, sa peine de prison de 2 ans est commuée en une amende de 365 000 euros, et il est condamné en plus par le juge à payer une amende d’environ 3,2 millions d'euros.
De son côté, la société portugaise Gestifute de Jorge Mendes, qui gère la carrière de plusieurs grands footballeurs et entraîneurs, et qui est accusée d'avoir élaboré un système de dissimulation fiscale pour ses clients (notamment avec l'aide de fiscalistes comme l'Espagnol Julio Senn), nie les accusations dont elle fait l'objet, et publie sur son site web des communiqués accompagnés de documents administratifs pour défendre Cristiano Ronaldo et José Mourinho.

### Les pratiques illégales de grands clubs européens et de la Fifa
Les football leaks mettent en lumière les pratiques de dopage financier des grands clubs de foot comme le Paris Saint-Germain Football Club (PSG) et les pratiques immorales et illégales de la Fédération internationale de football association (Fifa) et l’exploitation d’enfants sur le continent africain.

## Football Leaks 2
Le 2 novembre 2018, une nouvelle enquête concernant les Football Leaks est publiée. Elle vise à mettre en évidence notamment les relations entre les grands clubs et l'UEFA, alors dirigée par Michel Platini et Gianni Infantino, tant sur des problématiques de lutte d'influence autour de la Ligue des Champions que de tentatives de contournement des règles du fair-play financier.
Le joueur Sergio Ramos y est par ailleurs accusé de dopage, ce qu'il nie.

## Filmographie
- A Game of Secrets (2022), documentaire de Niels Borchert Holm sur les Football Leaks[28].